# Casey (Wisconsin)
Casey es un pueblo ubicado en el condado de Washburn en el estado estadounidense de Wisconsin. En el Censo de 2010 tenía una población de 353 habitantes y una densidad poblacional de 3,99 personas por km².

## Geografía
Casey se encuentra ubicado en las coordenadas 45°56′51″N 91°58′11″O / 45.94750, -91.96972. Según la Oficina del Censo de los Estados Unidos, Casey tiene una superficie total de 88.56 km², de la cual 79.58 km² corresponden a tierra firme y (10.14%) 8.98 km² es agua.

## Demografía
Según el censo de 2010, había 353 personas residiendo en Casey. La densidad de población era de 3,99 hab./km². De los 353 habitantes, Casey estaba compuesto por el 94.62% blancos, el 0% eran afroamericanos, el 0% eran amerindios, el 0.28% eran asiáticos, el 0% eran isleños del Pacífico, el 0% eran de otras razas y el 5.1% pertenecían a dos o más razas. Del total de la población el 0.57% eran hispanos o latinos de cualquier raza.